# 柴奇内
柴奇内（烏克蘭語：Чайчине），是烏克蘭南部赫爾松州赫尔松区达尔伊夫卡市镇内的村落面積0.84平方公里，海拔高度54米，2001年人口586，人口密度每平方公里697.6人。